# Acrophylla caprella
Acrophylla caprella är en insektsart som först beskrevs av John Obadiah Westwood 1859.  Acrophylla caprella ingår i släktet Acrophylla och familjen Phasmatidae. Inga underarter finns listade i Catalogue of Life.